# A Notre Dame-i toronyőr (film, 1939)
A Notre-Dame-i toronyőr (The Hunchback of Notre Dame) 1939-ben bemutatott fekete–fehér amerikai filmdráma William Dieterle rendezésében. A film Victor Hugo A párizsi Notre-Dame című regényének adaptációja. Magyarországon 1940. október 18-án mutatták be.

## Cselekménye
A középkori Párizs népünnepén Quasimodót, a párizsi Notre-Dame-székesegyház csúf, púpos harangozóját a bolondok királyává választják. Ugyanakkor adják elő Gringoire költő misztériumát is a piactéren, de az előadást megzavarja táncával Esmeralda, a szép cigányleány. Esmeralda belopózott a cigányok számára tiltott városba és üldözői elől a koldusok között talál menedéket. Gringoire, a költő nyomon követi, így ő is eljut a koldusok udvarába, ahol elfogják és fel akarják akasztani. Csak úgy menekül meg, hogy Esmeralda irgalomból feleségül megy hozzá. A szép cigánylány azonban titokban Phoebust, a testőrkapitányt szereti, akit vetélytársa, Frollo főbíró megölet. A gyilkossággal a cigányleányt gyanúsítják: boszorkánynak nyilvánítják és máglyára ítélik, de a kivégzés előtt Quasimodo elrabolja és bemenekül vele a templomba, ahol nem érvényes a világi törvény: ott az isteni kegyelem őrködik. Amikor Esmeralda a templomban imádkozik, a király észreveszi és meghatódik; visszaadja Esmeralda szabadságát és feloldja a tilalmat, amely a cigányokat kirekesztette Párizsból. Sok viszontagság, a székesegyház ostroma és a kíméletlen inkvizítor halála után Esmeralda és Gringoire egymásra találnak. Az esküvő, mely a koldusok udvarában csak komédiának látszott, valósággá válik.

## Érdekességek
Victor Hugo világhírű romantikus regényéből több filmváltozat is készült korábban, már a némafilm korszakban is. Az első kettő (1905, 1911) Franciaországban, majd kettő (1917, 1923) az Egyesült Államokban és közben egy (1922) Angliában.
A filmhang megjelenésével az adaptációk sora folytatódott. William Dieterle-nek ez a filmje természetesen sok helyen eltér a regényben leírt alaptörténettől. Az egyik legnyilvánvalóbb változtatás, hogy a regényben Esmeraldát felakasztják, Quasimodo pedig eltűnik, majd két évvel később a lány sírjánál egy púpos emberi csontvázat találnak; a film ezzel szemben happy enddel zárul.
A Notre-Dame-i toronyőr az 1939-es cannes-i filmfesztivál nyitófilmje volt. Több filmet azonban nem is vetítettek, mert akkor érkezett a hír, hogy Németország megtámadta Lengyelországot.

## Szereplők
- Maureen O’Hara – Esmeralda
- Charles Laughton – Quasimodo
- Cedric Hardwicke – Jehan Frollo
- Thomas Mitchell  – Clopin, kolduskirály
- Edmond O’Brien –  Gringoire
- Alan Marshal – Phoebus kapitány
- Walter Hampden – Claude Frollo érsek
- Harry Davenport – XI. Lajos
- Helene Whitney – Fleur de Lys
- Katharine Alexander – Madame de Lys
- George Zucco – ügyész
- Fritz Leiber, Sr. – idős úr
- Etienne Girardot – orvos
- Mina Gombell – a koldusok királynője
- Arthur Hohl – Olivier
- Rod La Rocque – Phillippe